# Molophilus (Austromolophilus) uncinatus
Molophilus (Austromolophilus) uncinatus is een tweevleugelige uit de familie steltmuggen (Limoniidae). De soort komt voor in het Australaziatisch gebied.